# Jeýtun
Jeýtun (ook: Dzjejtoen, Jeitun of Djeitun) is een neolithische archeologische vindplaats in het zuiden van Turkmenistan, ongeveer 30 kilometer ten noordwesten van Asjchabad in het Kopet-Dag-gebergte. De nederzetting bestond ongeveer tussen 7200 en 4500 v.Chr., mogelijk met korte onderbrekingen. Jeýtun gaf zijn naam aan de neolithische periode in de uitlopers van de Kopet-Dag en ver daarbuiten (Jeýtuncultuur).

## Opgravingen
Jeýtun werd in de jaren 1940 ontdekt door Aleksandr Maroesjtsjenko en is sinds de jaren 1950 opgegraven door Boris Koeftin en Vadim Masson.
De nederzetting heeft een oppervlakte van ongeveer 5000 vierkante meter en heeft 5 bewoningslagen. Het bestaat uit vrijstaande huizen gebouwd volgens eenzelfde plan. De huizen waren rechthoekig en hadden aan één kant een grote open haard, daar tegenover een nis en aangrenzende binnenplaatsen. De vloeren waren bedekt met kalkpleister. De gebouwen waren gemaakt van in de zon gedroogde cilindervormige leemstenen van ongeveer 70 cm lang en 20 cm dik, gemengd met fijngemalen stro. De nederzetting bestond uit ongeveer 30 huizen, die plaats konden bieden aan ongeveer 150-200 mensen. 

## Landbouw
Het is mogelijk dat de invloed van Jeýtun zich later zuidwaarts verspreidde via het Kopet Dag-gebergte naar de Iraanse provincies Kermanshah en Lorestan, tot aan nederzettingen als Tepe Guran, Tepe Sarab en Ganji Dare.
De dorpelingen fokten schapen en geiten, maar ze hielden zich ook bezig met de jacht om hun dieet aan te vullen. De resultaten van het onderzoek van David R. Harris geven aan dat de regio geen van de wilde vormen van eenkoorntarwe of gerst kende die voor domesticatie konden worden gebruikt. Deze werden daarom meegenomen van andere plaatsen waar ze al gedomesticeerd waren. Hetzelfde geldt voor de schapen. Aan de andere kant was de wilde bezoargeit wijdverspreid in Centraal-Azië en had daarom in het gebied gedomesticeerd kunnen worden. In een later stadium van de cultuur verscheen rundvee.
Verschillende soorten van de vroegste Jeýtun-artefacten, zoals beeldjes van klei, versierd aardewerk en kleine stenen bijlen, vertonen overeenkomsten met vroege neolithische landbouwlocaties in het Zagrosgebergte en op locaties als Jarmo in Irak. Dit duidt mogelijk op migratie van neolithische kolonisten van de Levant naar Centraal-Azië via het Zagrosgebergte.
De Jeýtuncultuur zelf vertoont meer analogieën met sites van het Jarmo-type, die terug te vinden zijn in de vuursteenindustrie, bottenkralen, stenen schijven met gaten, kleikegels, sommige vormen van vaten en soorten beschilderd keramiek — Braidwood, 1960
Van bijzonder belang zijn de vondsten van keramische armbanden in Togolok-depe en Chagylly-depe. Volgens Berdyev (1976) was dit een imitatie van stenen armbanden die kenmerkend waren voor complexen van het Jarmo-type. 
De mensen van de Jeýtuncultuur verbouwden gerst (tweerijig en zesrijig) en twee soorten tarwe (zacht en eenkoren), die werden geoogst met houten of benen messen, of sikkels met stenen messen. Er zijn stenen handmolens en andere stenen werktuigen gevonden. Dit lijkt het oudste bewijs van akkerbouw in Centraal-Azië te zijn.